# Loch Long (Argyll and Bute)
Loch Long is een zeeloch in Argyll and Bute in de Schotse Hooglanden. De loch komt van de Firth of Clyde en loopt tot aan de Arrochar Alps. Het loch is ongeveer 30 km lang en is ongeveer 2 tot 3 km breed. Aan de westkant is er een zijarm: Loch Goil. Loch Long is onderdeel van de kust van het schiereiland Cowal.
Historisch gezien was Loch Long de grens tussen Argyll en Dunbartonshire. Een hertekening van de grenzen in 1996 betekende dat de zeeloch volledig binnen Argyll and Bute kwam te liggen.
De volgende dorpen liggen aan Loch Long:
- Ardentinny
- Ardgartan
- Ardmay
- Ardpeaton
- Arrochar
- Blairmore
- Coilessan
- Coulport
- Cove
- Craggan
- Finnart
- Glenmallan
- Portincaple
- Strone
- Succoth

## Royal Navy
Aan de oostelijke oever van het Loch Long ligt het bewapeningsdepot Coulport van de Royal Navy, met de aanlegsteiger Glen Mallan, beide onderdeel van Defence Munitions Glen Douglas. Onderdeel van de uitgebreide marinebasis van His Majesty's Naval Base Clyde.

### Historisch
In Arrochar werd in 1912 het Royal Naval Torpedo Testing Station and Range opgericht aan het Loch Long, in verband met de Clyde Torpedo Works in Eldon Street, Greenock, opgericht in 1910. Beide locaties zijn nu gesloten.

## Finnart Oil Terminal
De Finnart Oil Terminal ligt aan de oostelijke oever van het loch en is via een 93 kilometer lange pijpleiding verbonden met de raffinaderij in Grangemouth. In september 2024 werd aangekondigd dat de sluiting van de olieterminal gepland staat.

## Milieu
Loch Long heeft een langdurig probleem met afval dat zich verzamelt aan de kop van het loch. Het afval spoelt voornamelijk aan via waterlopen uit de omgeving van Glasgow.

## Geschiedenis
De naam verwijst niet naar de lengte, maar komt van het Schots-Gaelisch voor "scheepsmeer". Voor hun nederlaag in de Slag bij Largs in 1263 zeilden Vikingrovers Loch Long op naar Arrochar en sleepten hun longships 2 mijl over land naar Tarbet en Loch Lomond in. Omdat ze in het binnenland lagen, waren de nederzettingen rond Loch Lomond kwetsbaarder voor aanvallen.

### Transport
De stoomboot Chancellor werd gebruikt om het loch over te steken. Hij vertrok om 11.00 uur uit Dunoon en kwam ongeveer vijf uur later weer terug. PS Waverley werd ook gebouwd om vanaf 1947 Loch Long en Loch Goil te bedienen, een route die ze vanaf 2021 nog steeds bevaart, zij het meer als attractie dan als primair vervoermiddel.

## Galerij

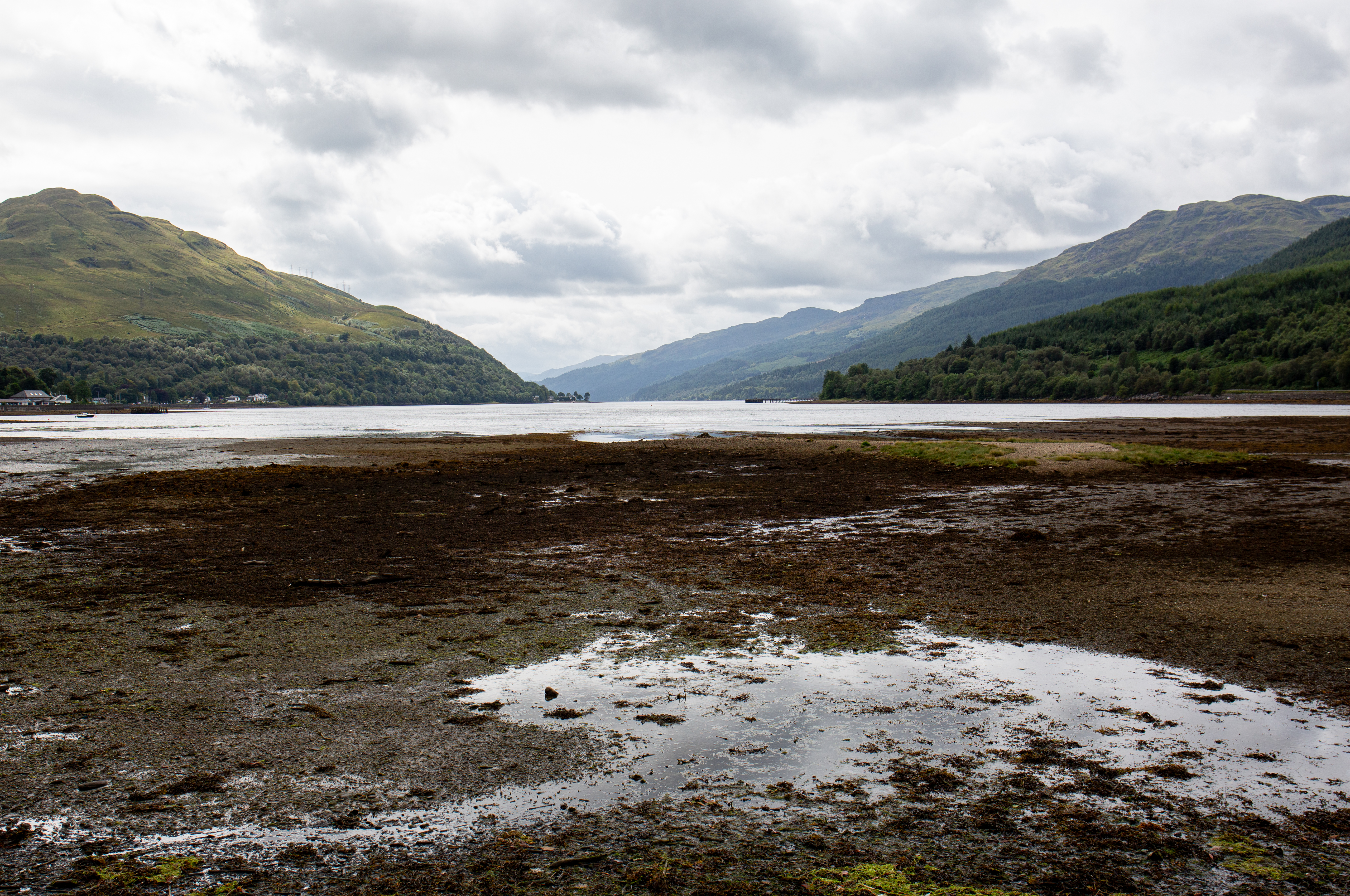
Loch Long in 2021
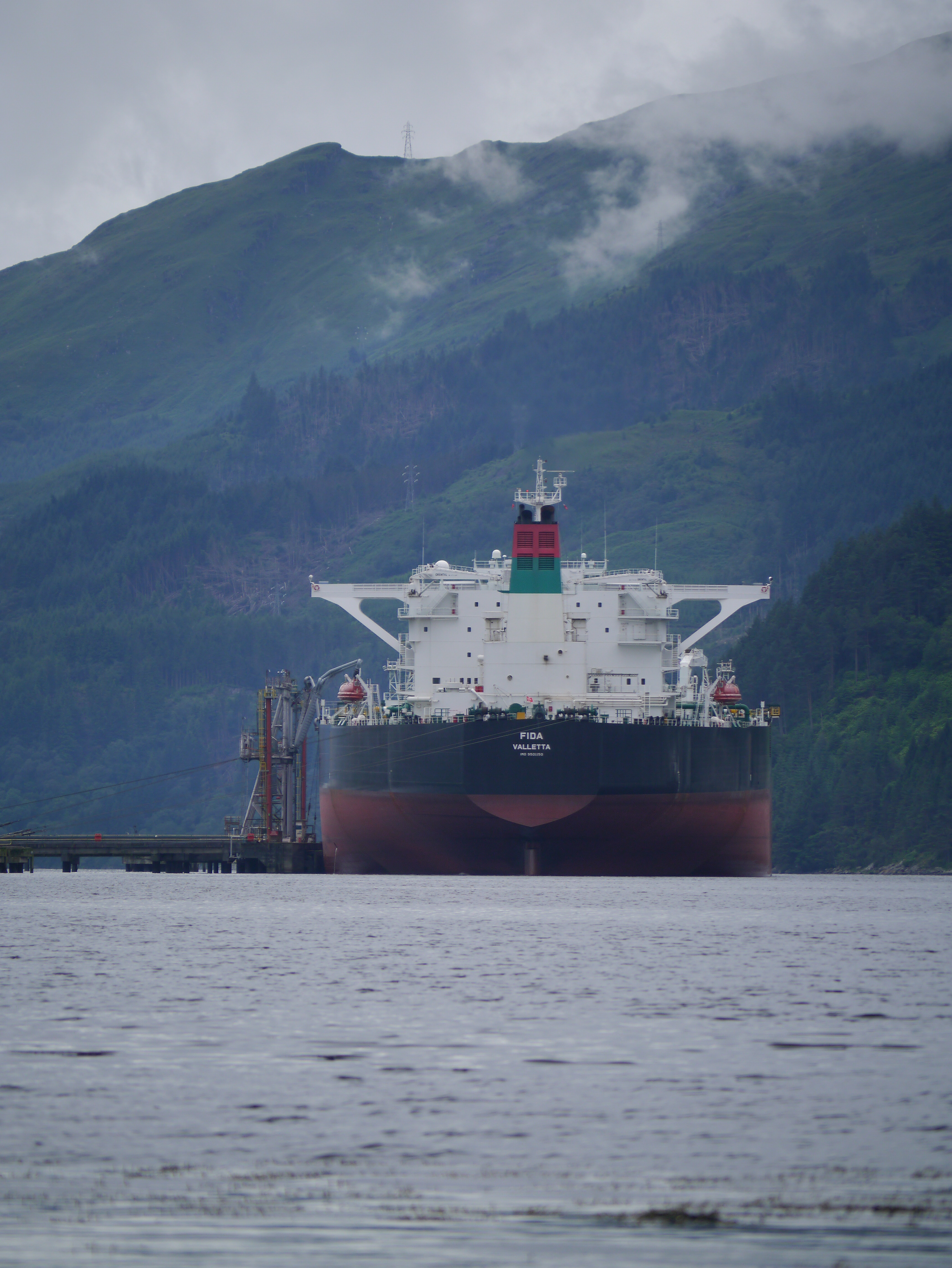
'Fida' in Loch Long
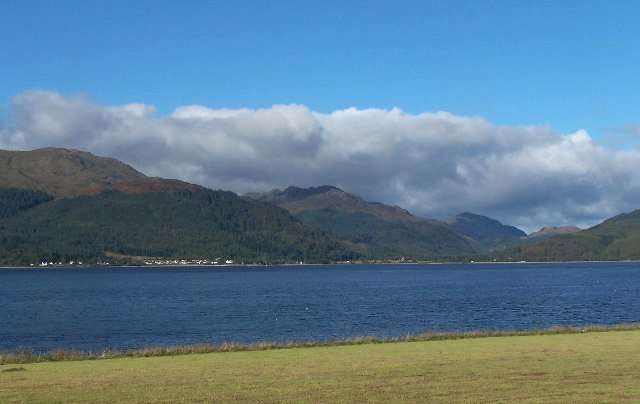
Loch Long en Ardentinny
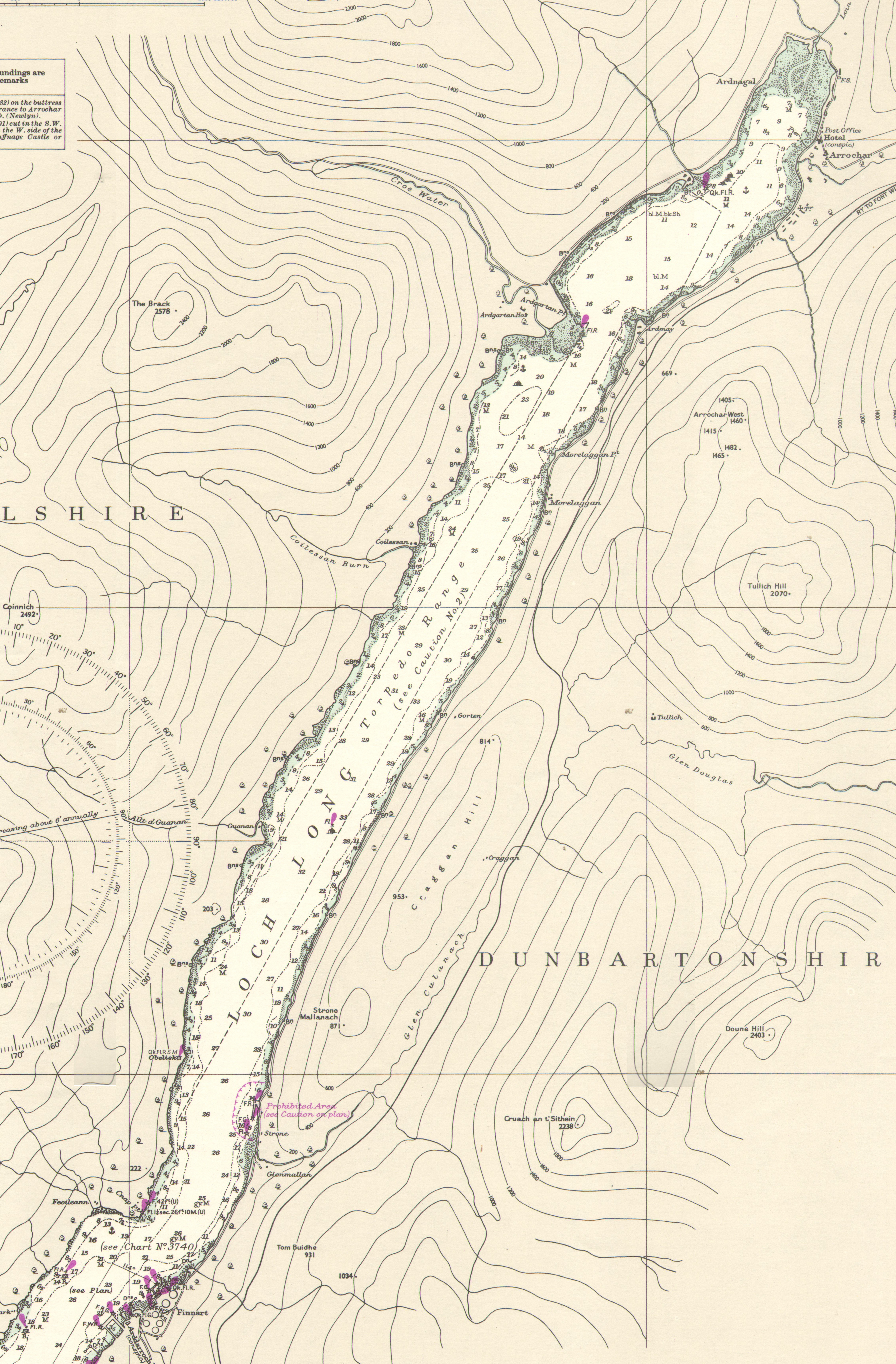
Admiralty Chart No 3739
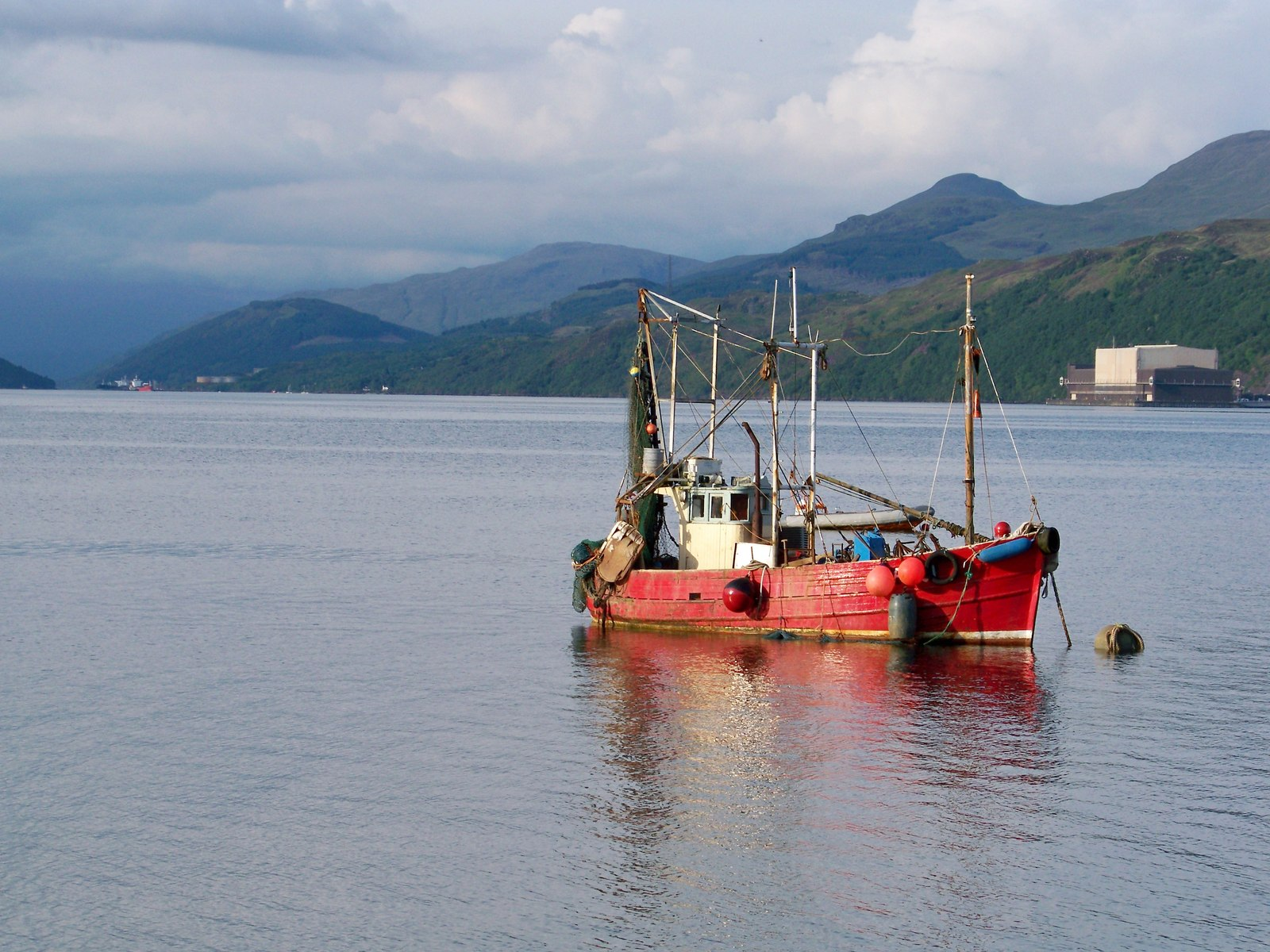
Loch Long bij Ardentinny